# 사르이폴
사르이폴(페르시아어: سر پل)은 아프가니스탄 북부에 있는 사르이폴주의 주도이다.
2015년 기준 공식 인구는 51,075 명이다. 2018년에는 164,600 명이었다. 2,990헥타르의 토지에 총 5,675가구의 주택이 있다. 카불에서 도시 까지의 거리는 349km이다.  인구는 대부분 타지크족과 우즈벡족이다.
2021년 8월 8일 탈레반의 2021년 공세 때 탈레반에게 점령당했다.